# Bredreven
Bredreven är en sjö i Filipstads kommun i Värmland och ingår i Göta älvs huvudavrinningsområde. Sjön är 19,9 meter djup, har en yta på 2,31 kvadratkilometer och är belägen 207,1 meter över havet. Sjön avvattnas av vattendraget Tvärälven (Rämmån).

## Delavrinningsområde
Bredreven ingår i det delavrinningsområde (664714-141380) som SMHI kallar för Utloppet av Bredreven. Medelhöjden är 238 meter över havet och ytan är 12,03 kvadratkilometer. Räknas de 13 avrinningsområdena uppströms in blir den ackumulerade arean 130,76 kvadratkilometer. Tvärälven (Rämmån) som avvattnar avrinningsområdet har biflödesordning 3, vilket innebär att vattnet flödar genom totalt 3 vattendrag innan det når havet efter 382 kilometer. Avrinningsområdet består mestadels av skog (77 procent). Avrinningsområdet har 2,31 kvadratkilometer vattenytor vilket ger det en sjöprocent på 19,2 procent.